# Bali-Vitu jezici
Bali-Vitu jezici, podskupina mezomelanezijskih jezika koja obuhvaća svega dva jezika, muduapa i uneapa koji se govore u Papui Novoj Gvineji na otocima Nova Britanija (Unea, Vitu i Mudua). 
Preko 18.000 govornika u provinciji West New Britain

## Vanjske poveznice
- Ethnologue (14th)
- Ethnologue (15th)